# Gastón Pezzuti
Gastón Fernando Pezzuti Carro (Buenos Aires, 9 de febrero de 1976) es un exfutbolista argentino nacionalizado colombiano.
Jugó como portero y su último club fue el Rosario Central de Rosario de la Primera División de Argentina. 
Pezzuti formó parte equipo argentino que ganó en 1995 la Copa Mundial Sub-20 en Catar.

## Carrera
Pezzuti comenzó su carrera con el Racing Club argentino. El portero fue promovido al primer equipo en 1997, dos años después de su logro internacional en la Copa Mundial Sub-20, celebrada en Catar. Hizo su debut en competición en el empate 1-1 contra Club Ferro Carril Oeste. En junio de 2002 fue cedido a Lanús, y luego regresó a Racing en junio del año siguiente.
En 2005, Pezzuti se firmó en la Primera División de Chile al lado de Deportes Concepción, siendo este su primer pase a un club extranjero. Hizo su debut con los "morados" en un 2-0 victoria sobre Coquimbo Unido para un partido de liga. Pezzuti fue el primer portero de Concepción que se clasificó a los cuartos de final de los playoffs del campeonato.
Después de su paso por Chile, regresó a su país para jugar en el equipo recién ascendido a la Primera División de Argentina, Instituto de Córdoba y luego se unió al equipo español Real Oviedo, permaneciendo en él corto tiempo.
Ya volvería otra vez Pezzuti a su país, ahora para jugar en el Atlético de Rafaela y Gimnasia y Esgrima de Jujuy.

### Atlético Nacional
El 8 de junio de 2009, fue confirmado que Pezzuti se uniría al Atlético Nacional de Medellín, por cerca de 500.000 dólares. Hizo su debut en el club colombiano el 10 de julio de 2009 en el empate 1-1 con La Equidad. No tuvo buenas actuaciones a su llegada al club, tanto así que gran parte de la hinchada verdolaga mostró su inconformidad.
Debido a su notable mejora y buen desempeño para el club, Pezzuti fue ascendido a capitán del club para la temporada 2010, que fue muy regular para el equipo ya que no logró ningún campeonato, uno de los objetivos de la temporada junto con la clasificación a certámenes internacionales. Se suponía que Pezzuti dejaría el equipo, ya que su contrato terminaba a principios del 2011, pero poco después fue renovado por una temporada más.
En 2011, Pezzuti se consagró como figura del equipo, después de salvar tres penaltis definitivos en la final del Torneo Apertura 2011 contra Equidad Seguros, llevando al club antioqueño a ser campeón por decimoprimera  vez en Colombia.
En el año 2012, Pezzuti defendió la portería de Atlético Nacional en la Copa Libertadores donde mostró grandes habilidades en los encuentros ante Universidad de Chile, Godoy Cruz y Peñarol. Finalmente Atlético Nacional es derrotado en octavos de final por Vélez Sarsfield (2-1) donde Gastón se entregó al máximo atajando incluso un penalti.
En el segundo semestre del año 2012 se coronó campeón de la Superliga de Colombia con Atlético Nacional, al vencer a Junior de Barranquilla.
A causa de su poca continuidad debido a sus lesiones, la dirigencia de Atlético Nacional prescindiera de su contrato, el cual vencía en diciembre de 2012, quedando como sucesor en la titular el portero  Franco Armani para la próxima temporada.

#### Penales atajados en Atlético Nacional
| #  | Torneo                   | Fecha                    | Rival           | Jugador                  | Minuto | Marcador |
| -- | ------------------------ | ------------------------ | --------------- | ------------------------ | ------ | -------- |
| 1. | Torneo Finalización 2009 | 3 de octubre de 2009     | Deportivo Cali  | Juan Guillermo Domínguez | 90+6   | 2-1      |
| 2. | Torneo Apertura 2010     | 3 de abril de 2010       | Santa Fe        | Omar Pérez               | 71     | 0-3      |
| 3. | Copa Colombia 2010       | 21 de julio de 2010      | Rionegro        | John Edisson Hernández   | 62     | 2-0      |
| 4. | Torneo Finalización 2010 | 26 de septiembre de 2010 | Santa Fe        | Yulián Anchico           | 44     | 0-1      |
| 5. | Torneo Finalización 2011 | 3 de septiembre de 2011  | América         | Jorge Artigas            | 56     | 4-2      |
| 6. | Torneo Apertura 2012     | 25 de abril de 2012      | Santa Fe        | Omar Pérez               | 45     | 2-2      |
| 7. | Copa Libertadores 2012   | 1 de mayo de 2012        | Vélez Sarsfield | Juan Manuel Martínez     | 54     | 0-1      |

### Rosario Central
El 30 de enero de 2013 se confirmó su llegada a Club Atlético Rosario Central para ser suplente de Mauricio Caranta. Su primer partido en Central fue por la Copa Argentina y su equipo perdió por 2 a 1 ante Central Córdoba por lo que quedó eliminado del torneo. Debutó en la Primera B Nacional en la fecha 25 ante Olimpo, cuando tuvo que reemplazar a Caranta por una lesión que sufrió en el primer tiempo del partido. Volvió a ser titular en la fecha siguiente ante Atlético Tucumán.
En la fecha 34 Central logró el ascenso y pocas semanas después, Miguel Ángel Russo le comunicó que no iba a ser tenido en cuenta para jugar en Primera División. En total jugó 3 partidos para el equipo rosarino y recibió 6 goles.
A principios del mes de diciembre de 2013 se conoce que se retiraría del fútbol. Se conoció que Pezzuti tomo esta decisión porque no le satisfacía a nivel emocional lo que vivía en el Club Atlético Rosario Central, o como lo cito en una carta su esposa Julieta al Atlético Nacional.

## Retiro
Luego de su retiro la cadena deportiva ESPN decide contratarlo como analista del programa de Fútbol denominado Balón Dividido.

## Clubes
| Club                        | País      | Año         |
| --------------------------- | --------- | ----------- |
| Racing Club                 | Argentina | 1993 - 2002 |
| Lanús                       | Argentina | 2002 - 2003 |
| Racing Club                 | Argentina | 2003 - 2004 |
| Deportes Concepción         | Chile     | 2005        |
| Instituto de Córdoba        | Argentina | 2005 - 2006 |
| Real Oviedo                 | España    | 2006 - 2007 |
| Atlético de Rafaela         | Argentina | 2007 - 2008 |
| Gimnasia y Esgrima de Jujuy | Argentina | 2008 - 2009 |
| Atlético Nacional           | Colombia  | 2009 - 2012 |
| Rosario Central             | Argentina | 2013        |

## Palmarés

### Torneos nacionales
| Título                | Club              | País      | Año     |
| --------------------- | ----------------- | --------- | ------- |
| Primera División      | Racing Club       | Argentina | A-2001  |
| Categoría Primera A   | Atlético Nacional | Colombia  | I-2011  |
| Superliga de Colombia | Atlético Nacional | Colombia  | 2012    |
| Copa Colombia         | Atlético Nacional | Colombia  | 2012    |
| Primera B Nacional    | Rosario Central   | Argentina | 2012-13 |

### Torneos internacionales
| Título              | Club                | Sede  | Año  |
| ------------------- | ------------------- | ----- | ---- |
| Copa Mundial Sub-20 | Selección Argentina | Catar | 1995 |